# Mindvalley
Mindvalley — міжнародна компанія, заснована Вішеном Лак'яні 2002 року в Нью-Йорку із штаб-квартирою в Малайзії. Спеціалізується на розробці, видавництві та промоції програм в сфері особистісного та духовного розвитку, неформальної освіти, здоров'я, фітнесу а також розробкою програмного забезпечення для онлайн навчання, наприклад, мобільний додаток для медитації Omvana. Станом на 2018 рік у компанії працює більше 202 співробітників із 46 країн світу.

## Історія
Компанія була заснована Вішеном Лак'яні у 2002 році у Нью-Йорку. Роком пізніше, у листопаді 2003 року, коли компанія почала отримувати щомісячний прибуток у розмірі 4000 доларів, Вішен Лакяні покинув основну роботу і став повноцінним підприємцем.
Компанія Mindvalley задумувалась як цифрова видавнича компанія, але згодом перетворилася на освітню компанію, що пропонує неакадемічні навчальні програми.
2004 року штаб-квартира компанії переїхала з Нью-Йорка до Куала-Лумпур, Малайзія через проблеми її засновника з американською візою.

## Програми
2017 року було створено Quest, програму яка була рекламована як рішення для нашої інформаційної спраги в поєднанні з сучасним зайнятим способом життя. Програма була розроблена, щоб допомогти людям пізнати життєві знання за 20-хвилинний інтервал часу або менше, з корисними порадами від гуру особистого зростання, таких як Робін Шарма, Ерік Едмеадс та Ліза Ніколс. Наразі доступно близько 30 англомовних курсів.
Це відхилення від традиційної довжини майстер-класів і стандартів схожого контенту. Було доведено, що це забезпечує до 500 % кращий показник виконання курсів за галузевими стандартами.
Контент Micro Slicing — це тренд, який набуває популярності у смартфонах і спрямований на максимальне усвідомлення інформації.  Micro Slicing є концепцією дизайну та доставки, на якій працює додаток Quests. Він поєднує в собі щоденні завдання з певними діями, що створює подібний до гри досвід.
2015 року була випущена програма для медитації Omvana. Її бібліотека містить тисячі медитацій, і близько 75 з них є безкоштовними. У 2018 році додаток було встановлено понад  100 000 разів.

## Співпраця з авторами
| Автор                | Назва курсу                                      |
| -------------------- | ------------------------------------------------ |
| Keн Вілбер           | Створення нової освітньої моделі для людства     |
| Майкл Бернард Беквіт | Візуалізація життя                               |
| Соня Чокетте         | Позитивна інтуїція                               |
| Маріса Піір          | Безкомпромісне життя                             |
| Шикумар Рао          | Розвиток стійкості                               |
| Ліза Нішолс          | Говори та надихай                                |
| Джон&Міссі Батчери   | 12 вимірів майстерності, квест про книгу життя   |
| Робін Шарма          | Думай як герой, роби, як геній і живи як легенда |
| Ніл Дональд Волш     | Пробуджені видів                                 |

## Нагороди та визнання
- Вішен Лак'яні, засновник Mindvalley, названий SME & Entrepreneurship Business Award Найбільшим Стратегічним Підприємцем SEBAA  у 2017 році і був внесений до Залу Слави.[10]
- Найкращий мобільний застосунок 2016 року для здоров'я та фітнесу в понад 35 країнах. Omvana містить понад 500 трансформаційних аудіозаписів[11]
- The HR Excellence Awards, найбільше HR святкування в Азії, у 2015 році присудила Mindvalley золото за досконалість в створені благополуччя на робочому місці.[12]
- Зосереджуючись на досвіді користувачів, чистому мінімалізму в дизайні та інтуїтивно зрозумілій навігації, вебдизайн сайту Mindvalley був визнаний як найкращий вебдизайн 2014 року за версією Web Design File.[13]
- Перше місце в Nicereply Customer Happiness Awards 2014, отримавши найвищий рейтинг в Азії[14]. Згідно з даними дослідження 79 % всіх 3354 голосів були з найвищим балом 10. Ця нагорода визначає рівень задоволеності клієнтів та використовує власну формулу підрахунку, а також CSAT, чистий показник промоутера (NPS) та показник успішності клієнтів.[15]
- У 2012 Inc Magazine нагородив офіс Mindvalley в Куала-Лумпурі як найпрестижніший офіс року. Журнал зазначив, що «суміш культурних надбань від супермена в польоті до драконьє на мармуровому столі» є результатом роботи людей з більш ніж 31 країни світу.[16]
- Щороку, починаючи з 2008 року, «Mindvalley» обирають як одну з найбільш налаштованих на свободу організацій у світі згідно з The WorldBlu List of Freedom-Centered Workplaces [Архівовано 30 вересня 2019 у Wayback Machine.]. При оцінці враховується загальний дизайн організації за шкалою від побудованої на страху до свободоцентриської позиції у трьох основних сферах: лідерство, індивідуальні результати, системи та процеси.[17]